# Ростовець
Ростовець — давньоруське місто у верхів'ях річки Рось, що входило до складу Київського князівства. Був порубіжною фортецею Пороської оборонної лінії та центром тюркських племен берендеїв котрі виконували роль погранзаслону від нападів половців. В 1176 році тут відбувся бій між київськими князями і половцями, що закінчилась половецькою перемогою.
Знаходився поблизу села Мала Ростівка Вінницької області або поблизу села Роставиця Житомирської області.